# André Leonel
André Leonel da Silva, ou simplesmente André Leonel, (Paulista, 18 de maio de 1978) é um futebolista brasileiro que atua como atacante.

## Carreira
Iniciou a carreira no Náutico onde foi campeão estadual. Após jogar o ano de 2001 pelo clube pernambucano rodou por vários clubes do Brasil, entre eles Fernandópolis-SP (2002); Treze-PB (2002); São Gonçalo-RN (2003); América-RN (2003).

### Beijing Guoan
Em 2003, foi contratado para atuar por uma temporada no Beijing Guoan. Apesar do pouco sucesso no clube Chinês, conquistou a Chinese FA Cup.

### Criciúma
Após breve passagem no futebol chinês, chega ao Criciúma para a disputa da Série A. Após alguns jogos apagados, ruins e atos de indisciplina, é desligado do Tigre. Surpreso, o atleta disse não saber os motivos da demissão.
| “ | Se foi por algum problema de indisciplina cometido antes do jogo, eu nem deveria ter entrado em campo. Estava tudo bem – afirmou. | ” |

Em 2003, o clube fez uma boa campanha na Série A, conseguindo manter-se na elite do futebol brasileiro, porém em 2004 caiu para a Série B e em 2005, pela primeira vez, para a Série C do futebol nacional.

### Paulista
Em 2005, foi contratado pelo Paulista. Foi campeão da Copa do Brasil de 2005, sendo o título mais importante da sua carreira e história do clube do Galo da Japi. Na final, o Paulista venceu o Fluminense por 2 x 0. No jogo de volta no Maracanã, o jogo ficou no 0 x 0 dando o título ao clube de Jundiaí.
Após boa passagem pelo Galo da Japi, teve passagens por Remo, Marília, Jiangsu Sainty, Atlético-GO, Fortaleza, Nacional-AM, CRAC, Anápolis, Guaratinguetá e Novo Horizonte.

### Santa Cruz
No final de 2009, acertou com o Santa Cruz.

### Crac
No final de 2011, acertou com o Crac para o Goianão 2012.

### Caldense
No final de 2012, acertou com a Caldense.

### Ricanato FC
Em novembro de 2014, é apresentado para reforçar o ataque do Ricanato FC, que disputava da Segunda Divisão do Campeonato Tocantinense 2014.

### Palmas-TO
Em 2015, já defendendo o time da capital tocantinense, marcou dois gols na vitória do Palmas por 3 x 0 contra o Tocantinópolis-TO, tendo sido o gol mais bonito de quinta rodada com quase 70% dos votos.

### Tocantinópolis
Em fevereiro de 2016, é anunciado como novo reforço do Tocantinópolis-TO.

## Títulos
Náutico
- Campeonato Pernambucano: 2001

Beijing Guoan
- Chinese FA Cup 2003

Paulista
- Copa do Brasil: 2005

Atlético-GO
- Campeonato Brasileiro - Série C de 2008